# شوالیه سیاه: مردی که از من محافظت می‌کند
شوالیه سیاه: مردی که از من محافظت می‌کند (انگلیسی: Black Knight: The Man Who Guards Me; کره‌ای: 흑기사) مجموعه تلویزیونی محصول کره جنوبی در سال ۲۰۱۷ با بازی کیم ره وون در نقش شوالیه سیاه در کنار شین سه کیونگ، سو جی هه و چانگ می هی است. این مجموعه از ۶ دسامبر ۲۰۱۷ تا ۸ فوریه ۲۰۱۸، روزهای چهارشنبه و پنجشنبه ساعت ۲۲:۰۰ (کی‌اس‌تی) از کی‌بی‌اس۲ برای ۲۰ قسمت پخش شد.

## بازیگران

### اصلی
- کیم ره وون در نقش مون سو هو / لی میونگ سو (شوالیه سیاه)
  - سونگ یو بین در نقش جوانی مون سو هو / جوانی لی میونگ سو
- شین سه کیونگ در نقش جونگ هه را / بون یی
  - پارک گا رام در نقش جوانی جونگ هه را / جوانی بون یی
- سو جی هه در نقش شارون / چوی سو رین
  - لی جی اون در نقش جوانی چوی سو رین
- چانگ می هی در نقش بکی / جانگ بک هی

## تولید
اولین جلسهٔ فیلمنامه خوانی در ۸ اکتبر ۲۰۱۷ انجام شد.